# Crudia chrysantha
Crudia chrysantha är en ärtväxtart som först beskrevs av Jean Baptiste Louis Pierre, och fick sitt nu gällande namn av Karl Moritz Schumann. Crudia chrysantha ingår i släktet Crudia, och familjen ärtväxter. Inga underarter finns listade i Catalogue of Life.